# Nuclei Armati per il Contropotere Territoriale
I Nuclei Armati per il Contropotere Territoriale (NACT) sono stati una organizzazione terroristica di estrema sinistra italiana, legata presumibilmente alla colonna romana delle Comitati Comunisti Rivoluzionari, e che rivendicò l'omicidio di Franco Bigonzetti e Francesco Ciavatta in quella che passò alle cronache come la strage di Acca Larenzia.

## Descrizione
Il 7 gennaio 1978 un gruppo terroristico uccise due giovani militanti del MSI mentre uscivano dalla sede di via Acca Larentia a Roma. Altri tre militanti riuscirono a sfuggire all'agguato, riparando all'interno della sede del partito.
Il raid fu rivendicato alcuni giorni dopo tramite una cassetta audio, fatta ritrovare accanto a una pompa di benzina, in cui la voce contraffatta di un giovane, a nome dei Nuclei Armati per il Contropotere Territoriale, leggeva il seguente comunicato:
(Rivendicazione della strage di Acca Larenzia a nome dei "Nuclei Armati di Contropotere territoriale")
La sigla terroristica era legata ai Comitati comunisti rivoluzionari, poiché faceva parte del braccio armato dell'organizzazione di estrema sinistra, ma venne usata per azioni armate nel Nord Italia, mentre a Roma era nota solo per un piccolo attentato incendiario ai danni della sezione della Democrazia Cristiana di viale della Serenissima, tanto che si è ipotizzato che la sigla sia stata utilizzata non dai veri membri dei Comitati comunisti rivoluzionari, ma da personaggi estranei per soli fini di depistaggio delle indagini di polizia, 
.
Infatti la stessa sigla legata ai Comitati comunisti rivoluzionari, compì numerose azioni armate nel Nord Italia sono da riportare numerose azioni terroristiche avvenute a Bergamo tra il 1978 e il 1979. La Procura della Repubblica di Bergamo attribuisce all'organizzazione sovversiva, organizzata a Bergamo a partire dal 1978 da Maurizio Lombino, numerose azioni terroristiche, tra le quali l'omicidio dell'appuntato dei Carabinieri Giuseppe Gurrieri, la gambizzazione del medico del carcere di Bergamo dott. Gualterori, e l'attentato dinamitardo del 1979 ai danni dell'abitazione del Direttore carcerario.
Nel 1980 il pentito Maurizio Lombino dichiarò che i Nuclei Armati non avevano una organizzazione strutturata, ma agivano con modalità spontanee ed autonome. La pentita Nadia Todini, la cui testimonianza nel 1983 portò all'accusa di Mario Scrocca, Fulvio Turrini, Cesare Cavallari, Francesco de Martiis, e Daniela Dolce quali esecutori degli omicidi di via Acca Larentia, dichiarò di aver assistito ad una discussione in cui si parlava della realizzazione di un timbro con la scritta "Nuclei Armati per il contropotere territoriale".
Nel 2012 il sottosegretario di Stato del Ministero dell'interno dichiarò che il gruppo derivava dal gruppo terroristico Squadre armate proletarie che era legato Prima Linea, operativo dal novembre del 1975 nella provincia di Roma, e ritenuto responsabile di alcune azioni operate ai danni di sedi dell'MSI.